# Wietzendorf
Wietzendorf är en kommun och ort i Landkreis Heidekreis i förbundslandet Niedersachsen i Tyskland.